# Молдер, Алан
Алан Молдер (англ. Alan Moulder; род. 11 июня 1959, Бостон, Линкольншир) — британский продюсер и звукоинженер. За свою карьеру успел поработать с такими британскими музыкантами, как: Foals, Ричард Хоули, Arctic Monkeys, The Jesus and Mary Chain, Curve, Ride, White Lies, My Bloody Valentine, 2:54, The Vaccines и Placebo, а также со многими американскими исполнителями, включая: The Killers, Nine Inch Nails, A Perfect Circle, The Smashing Pumpkins, Them Crooked Vultures, Death Cab for Cutie, Yeah Yeah Yeahs, Puscifer, Blonde Redhead, The Morning After Girls, How to Destroy Angels, Interpol и Foo Fighters.

## Карьера
Алан Молдер родился в Бостоне, графство Линкольншир, Англия. С раннего возраста он проявлял интерес к музыке, отмечая среди своих любимых групп, творчество — Cream и The Beatles. Первый альбом, который он приобрёл был — Electric Warrior группы T. Rex, юный Молдер был впечатлён качеством записи альбома. Он начал играть в своей первой группы будучи ещё подростком — они записали несколько демо в местной студии; именно там он понял, что его больше тянуло к продюсированию — тому, чем он так наслаждался в записи Т. Rex: его больше интересовала техническая сторона, нежели само исполнение материала.
Музыкальная карьера Молдера началась в начале 80-х годов, на лондонской студии Trident Studios. Он работал в качестве ассистента инженера, набираясь опыта у многих влиятельных продюсеров, такими как Жан-Мишель Жарр, опираясь на их профессионализм в электронной музыке. Одним из его коллег, был звукоинженер — Марк «Флад» Эллис, с которым Молдер будет часто сотрудничать в будущем. Так, Молдер помог на Фладу в одной из рекорд-сессий группы The Jesus and Mary Chain, тогда он отметил, что привередливой группе понравилось работать с ним. Музыканты The Jesus and Mary Chain пригласили Молдера стать звукоинженером их концертных записей, в конечном итоге, они доверили ему продюсировать их диск Automatic (1989). Музыкальные критики отметили работу Молдера — похвалив комбинацию плотных, шумных гитар с отполированным, благоприятные для слушателя тоном. После чего, бывший лейбл этой группы — Creation Records, пригласил Молдера спродюсировать записи для коллективов: Ride, My Bloody Valentine и Swervedriver.
После работы над мини-альбомами Glider и Tremolo группы My Bloody Valentine, Молдер сошёлся с двумя командами, которые были большими поклонники этого коллектива. В 1992 году он микшировал альбом Siamese Dream The Smashing Pumpkins и диск Going Blank Again Ride. В 1994, он поучаствовал в работе над пластинкой The Downward Spiral группы Nine Inch Nails.
Работа Молдера с Nine Inch Nails переросла в многолетнее сотрудничество — Трент Резнор пригласил его поработать над несколькими своими альбомами, а также над одноимённы альбомом группы Prick и дебютном диске своего тогдашнего протеже Мэрилина Мэнсона Portrait of an American Family. В 1995 году он снова сотрудничал с The Smashing Pumpkins, вместе с Фладом спродюсировав их двойной альбом Mellon Collie and the Infinite Sadness.
Также, в 1992 году Молдер был сопродюсером альбома Hormonally Yours — дуэта Shakespears Sister, который стал одним из самых продаваемых дисков в Великобритании и Европе в том году.
В 1990-х Молдер часто работал с группой Curve.
В 1996 году он спродюсировал альбом Moby Animal Rights и диск группы The Cure Wild Mood Swings, а в следующем году он снова работал с Фладом, на этот раз на электронном альбоме Pop группы U2. В 1998 году Молдер микшировал пластинку Powertrip группы Monster Magnet. В 1999 году Молдера и Резнора вновь объединили усилия; Алан был продюсером, звукоинженером, а также микшировал диск The Fragile. В 2000 году, Молдер поработал над очередным диском с The Smashing Pumpkins Machina/The Machines of God После чего, спродюсировал дебютную запись группы A Perfect Circle Mer de Noms и очередное творчение Monster Magnet — God Says No. Также, он поработал с группой Lostprophets.
В 2002 году он был звукоинженером на дебютном релизе группы Yeah Yeah Yeahs Fever To Tell, который получил номинацию на «Грэмми».
В 2003 году он смикшировал, тепло принятый критиками альбом, Penance Soiree группы The Icarus Line. Успех записи стал фактором, для включения её в альманах «1001 Albums You Must Hear Before You Die». В том же году, он спродюсировал пластинку Hybrid Гэри Ньюмана, вместе с Фладом, Энди Грейем и группой Curve.
В 2005 году Молдер спродюсировал дебютный сольный диск Билли Коргана TheFutureEmbrace, наряду с очередным альбомом Nine Inch Nails — With Teeth, и смикшировал дебютный диск The Killers Hot Fuss, а также пластинку Soulwax Any Minute Now.
В 2006 году он выступил продюсером второго диска The Killers — Sam's Town. А также поработал над альбомом Ten Silver Drops группы Secret Machines и Movie Monster группы Sound Team. Также. он спродюсировал диск Dying To Say This To You коллектива The Sounds.
В том же году Молдер смикшировал дебютный диск Puscifer — V Is for Vagina, а также запись Сола Уильмса The Inevitable Rise and Liberation of NiggyTardust!. Кроме того, он поработал над дебютным альбомом группы Ashes Divide Keep Telling Myself It’s Alright.
В 2007 году Молдер смикшировал второй диск группы Arctic Monkeys — Favourite Worst Nightmare, в том числе песню «Brianstorm», которая добралась до 1-го места в Британии. Также он снова поработал с Трентом Резнором и Аттикусом Россом над альбомом Nine Inch Nails Year Zero.
В 2008 году Молдер спродюсировал новые творения Аттикуса Росса и Трента Резнора — Ghosts I-IV и The Slip. Также, он поработал над полноформатным диском группы The Morning After Girls Alone.
Среди прочего, в 2009 году он смикшировал диск группы Placebo Battle for the Sun, а также одноимённый альбом Them Crooked Vultures.
В 2010 году Молдер спродюсировал дебютный диск How to Destroy Angels — проекта Аттикуса Росса и Трента Резнора. Также, он смикшировал одноимённый, четвёртый по счету, диск группы Interpol.
В 2011 году Молдер спроюсировал альбом White Lies группы Ritual, а также смикшировал пластинку Wasting Light Foo Fighters.
В 2012 году смикшировал диск Battle Born The Killers и An omen EP How to Destroy Angels.

## Личная жизнь
Молдер женат на Тони Хэллидэй — вокалистке группы Curve.